# Rob Thomas
Robert Kelly Thomas (*14. února 1972 Landstuhl, Německo) je americký muzikant, skladatel a frontman kapely Matchbox Twenty. Thomas vystupuje také sólově, vydal desku ...Something to Be.
Za svou hudební kariéru získal tři ocenění Grammy a zazpíval si v úspěšném singlu Carlose Santany Smooth.
Od roku 1996 vystupuje s kapelou Matchbox Twenty, která je v zahraničí velmi úspěšná.

## Sólová kariéra
19. dubna 2005 vydal Rob Thomas své první sólové album nazvané ...Something to Be.
Deska se v Americe umístila ihned na první místě prodejního žebříčku a debutový singl Lonely No More se dostal v Billboard Hot 100 až na 6. místo.

## Diskografie
| Informace o albu |
| --- |
| ...Something to Be - Vydáno: 19. dubna 2005 - Umístění: #1 USA, #11 UK, #1 AUS - Prodej v USA: 1,4 milionu - Certifikace: Platina - Celosvětový prodej: + 3 miliony - Singly: "Lonely No More", "This Is How a Heart Breaks", "Ever the Same", "Something to Be", "Streetcorner Symphony" |